# Lycoperdon echinatum
Lycoperdon echinatum, comúnmente llamado bola erizada, cuesco de lobo erizado o licoperdo erizado, es una especie de hongo basidiomiceto de la familia Agaricaceae. Se han encontrado especies sapróbicas en África, Europa, América Central y América del Norte, donde crece en suelo de bosques caducifolios, claros, y pastizales. Se ha propuesto que los especímenes norteamericanos podrían considerarse una especie separada, L. americanum, pero esta sugerencia no ha sido seguida por la mayoría de los autores. El análisis molecular indica que L. echinatum está estrechamente relacionado con el género de bejines Handkea.
Los cuerpos fructíferos de L. echinatum tienen de 2 a 4 cm (0.8 a 1.6 in) de ancho por 2 a 3.5 cm (0.8 a 1.4 in) de alto, apoyados en una base pequeña y densamente cubierta de espinas de hasta 0.6 cm (0.2 in) de largo. Las espinas pueden caer en la madurez y dejar un patrón similar a una red de cicatrices en la superficie subyacente. Inicialmente de color blanco, los bejines se vuelven de un marrón oscuro a medida que maduran, al mismo tiempo que cambian de una forma casi redonda a algo aplanado. Los ejemplares jóvenes de L. echinatum se asemejan a otro pedo de lobo espinoso comestible, L. pulcherrimum, pero en esta última especie no se vuelven marrones a medida que envejecen. Los cuerpos fructificantes son comestibles cuando son jóvenes y el interior es firme y de color blanco, antes de convertirse en una masa de color marrón con polvo de esporas. Las pruebas de laboratorio han demostrado que los extractos de los cuerpos fructificantes pueden inhibir el crecimiento de varias bacterias que son patógenas para los seres humanos.

## Descripción
Los cuerpos fructíferos de L. echinatum tienen 2 a 4 cm (0.8 a 1.6 in) de ancho por 2 a 3.5 cm (0.8 a 1.4 in) de alto, y son más o menos esféricos, o en forma de pera. La superficie exterior está llena de espinas que pueden tener hasta 0.6 cm (0.2 in) de largo. Según Curtis Gates Lloyd, las muestras americanas tienen espinas más delgadas que las europeas. En un principio son blancas y se tornan de un color marrón oscuro en la madurez; las espinas a menudo se unen en grupos de tres o cuatro. En esta forma los bejines se asemejan a tapas de bellota de roble con los que fácilmente pueden confundirse. Las espinas se desprenden al envejecer, y revelan algo similar a una red o superficie reticulada con un patrón oscuro. El cuerpo fructificante tiene una pequeña base de un color gris púrpura o blanquecino, y puede unirse a la creciente superficie por finas cuerdas blancas (rizomorfos). Los contenidos internos del bejín son la trama, una masa de esporas y células productoras de esporas asociadas. En especímenes jóvenes la trama es blanca y firme, pero a medida que envejece el bejín, resulta amarillenta y marrón a púrpura-marrón y polvorienta. Los ejemplares maduros desarrollan un poro en la parte superior del cuerpo fructificante a través del cual liberan esporas cuando son golpeados por la caída de las gotas de lluvia.
Las esporas de L. echinatum, más o menos esféricas con verrugas en la superficie, tienen diámetros de entre 4 y 6 µm. Debido a esto se puede confundir con L. perlatum, que tiene verrugas erizadas en el exoperidio de un tamaño similar. Los capilicios (gruesas hifas en las densas paredes de la trama) son elásticos, de color marrón, contienen pequeños poros regulares, y tienen 5.8 µm de espesor. Los basidios (células portadoras de esporas) pueden conectarse con dos a cuatro esporas y los esterigmas (proyecciones cónicas vertebrales similares a los basidios que unen las esporas) llegan hasta 5 µm de largo.
Como en la mayoría de otras especies de bejines, L. echinatum es comestible cuando todavía es joven y mientras la trama sigue siendo blanca y firme; los basidiocarpios con gleba blanquecina son similares a otras especies como L. perlatum y Bovista plumbea. El consumo de especímenes de mayor edad con una trama no blanca, o cuando la trama se ha convertido en una masa polvosa de esporas, pueden causar problemas estomacales. Esta especie tiene un sabor suave y sin olor distinguible, aunque un autor describe el olor de los cuerpos fructificantes secos como similares a un «jamón viejo». Una fuente señala que tiene «buen sabor y tierno cuando se cocina», mientras que otro describe la textura (de bejines comestibles en general) como «algo así como tostadas francesas». El chef italiano Antonio Carluccio recomienda bejines salteados con otras setas, no obstante L. echinatum no es una especie recomendada para la cocina habitual. Para evitar una posible confusión con especies Amanita, potencialmente mortales, se recomienda rebanar bejines jóvenes con un corte longitudinal para garantizar que la carne esté desprovista de cualquier estructura interna.

## Taxonomía y filogenia
La especie fue descrita por primera vez por Christiaan Hendrik Persoon en 1797. Más tarde, Elias Magnus Fries la consideró simplemente una variedad de L. gemmatum (como L. gemmatum var echinatum; L. gemmatum ahora se conoce como L. perlatum), pero el micólogo estadounidense Charles Horton Peck, quien estudió ampliamente la distribución norteamericana del género, la elevó de nuevo al rango de especie en 1879. Pensó que era digna la condición de especie independiente de L. gemmatum debido al carácter diferente de sus verrugas, su apariencia más espinosa, y la superficie lisa del peridio bajo las espinas. Miles Joseph Berkeley y Christopher Edmund Broome escribieron sobre el hongo en 1871, pero se cree que sus muestras, recogidas en Reading por G. W. Hoyle, representan una nueva especie, que llamaron L. hoylei. Cuando escribieron sobre su espécimen afirmaron que concordaba «en su aspecto externo con un ejemplar de L. echinatum de Persoon, quien podría, sin embargo, apenas haber pasado por alto las esporas color lila». A pesar de la aparente diferencia en el color de las esporas, L. hoylei está actualmente considerada como sinónimo de L. echinatum. Utraria echinata, nombrado por Lucien Quélet en 1873, es otro sinónimo de L. echinatum.
En 1972, Vincent Demoulin describió la especie L. americanum basándose en una muestra que encontró en Carolina del Norte. A pesar de que creía que era una especie única, varios autores la consideran sinónimo de L. echinatum. El análisis filogenético de la secuencia y estructura secundaria de los genes ARN ribosomal (ARNr) que codifican a las unidades espaciadores internas transcritas sugiere que L. echinatum forma un clado con el género de bejines Handkea, separado de la especie tipo del Lycoperdon, L. perlatum. En los análisis previos donde utilizaron solo las secuencias de ARNr para la comparación filogenética, L. echinatum formó un clado con L. mammiforme, L. foetidum y Bovistella radicata (ahora conocida como L. radicatum), pero separado de L. pyriforme.
En el Reino Unido y Estados Unidos, la especie se conoce comúnmente como «pedo de lobo erizado» o «cuesco de lobo erizado»; Peck se refirió a la especie como «bejín erizado». El epíteto específico echinatum deriva de la voz griega echinos (εχινος) que significa «erizo» o «erizo de mar».

## Especies similares

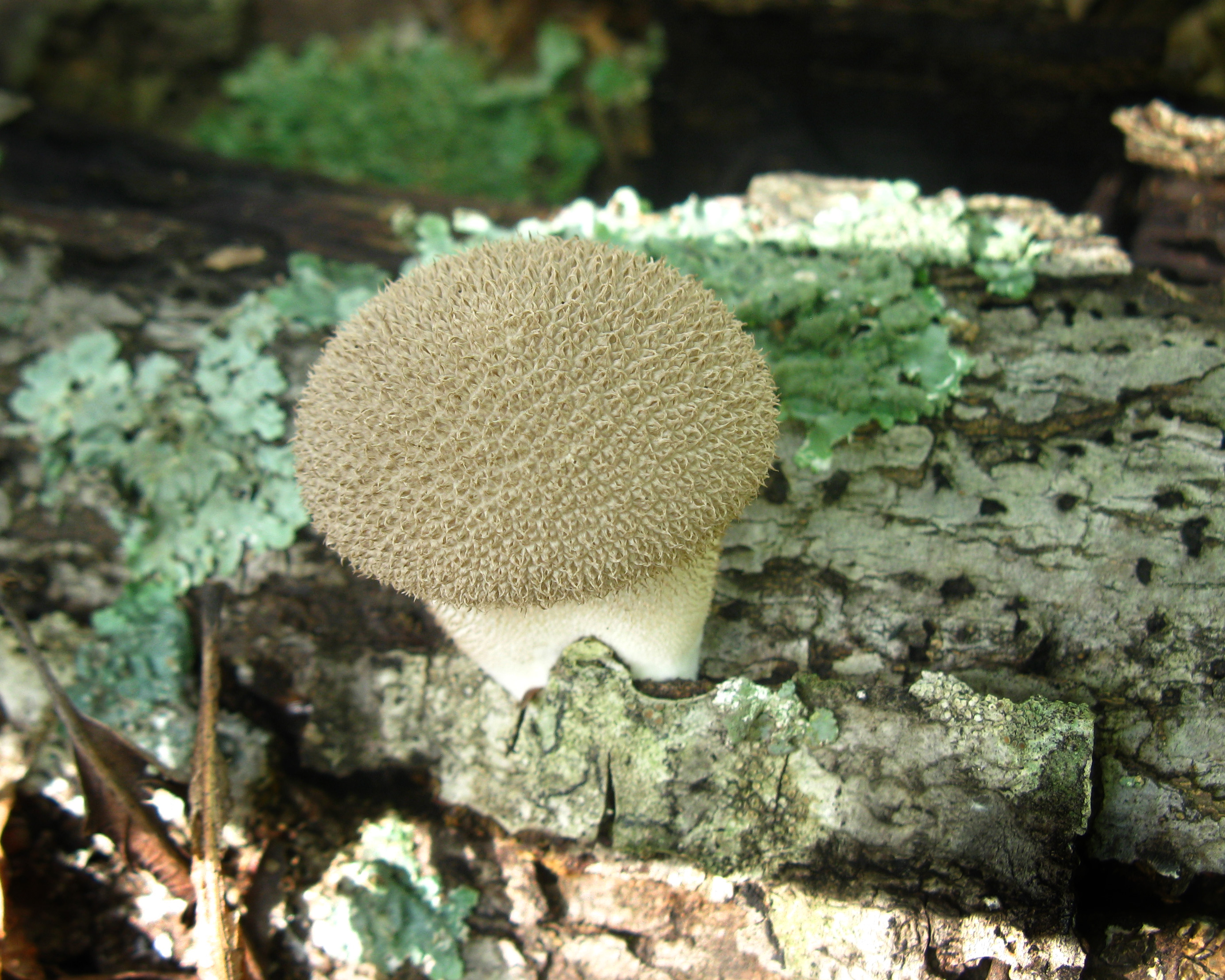
L. pulcherrimum tiene espinas más gruesas que L. echinatum.

L. pulcherrimum se asemeja demasiado a L. echinatum, pero sus espinas son más gruesas, no se vuelven marrones con la edad, y la superficie del cuerpo fructificante por debajo de las espinas es suave, sin agujeros. Alexander Hanchett Smith señaló que cuando están jóvenes, no solo es «difícil sino imposible distinguir unos de otros, pero esto no causa molestias a los que recolectan para saciarse, ya que ambos son comestibles». En algunas zonas, las dos especies parecen intergradas, ya que como especímenes son encontrados con espinas que se vuelven marrones, pero no se caen. Los ejemplares jóvenes de L. pedicellatum también pueden ser difíciles de distinguir de L. echinatum, pero la primera tiene una superficie exterior lisa cuando está madura, y tiene esporas unidas a un pedicelo (una extensión estrecha de los basidios en donde se forman los esterigmas y esporas) de aproximadamente 4 a 5 veces más largo que la espora. L. compactum, que solo se encuentra en Nueva Zelanda, también se asemeja a L. echinatum en apariencia, pero se diferencia en que tiene las esporas más pequeñas, y los capilicios son hialinos (translúcidos) y septados (con tabiques que dividen el capilicio en compartimentos).

## Hábitat, distribución y ecología
L. echinatum puede encontrarse ya sea en solitario o en pequeños grupos. Por lo general crece en el suelo de bosques de hoja caduca y áreas verdes, claros y pastizales, en el musgo, humus, o restos de madera. Se ha observado que el hongo tiene una preferencia por bosques de hayas; en España se ha observado en una mezcla de humus de Quercus pyrenaica con Pinus sylvestris. Crece de julio a octubre, bajo las hayas de suelos calcáreos, y rara vez nace en la madera podrida. Los cuerpos fructificantes pueden aparecer en cualquier momento a partir de finales de la primavera hasta el otoño. Los especímenes más viejos tienen más probabilidades de ser pasados por alto, ya que su color marrón se funde con el entorno circundante de hojas muertas y madera muerta. L. echinatum es utilizado por varias especies de moscas de la familia Phoridae como alimento larval.
Esta especie ha sido recolectada desde el este de África central, China, Costa Rica, Irán, Japón, y Europa (incluyendo Gran Bretaña, Bulgaria, la República Checa, Finlandia, Alemania, Italia, Eslovaquia, España, Suecia y Suiza). En América del Norte, es «localmente frecuente» al este de las montañas Rocosas. Asimismo, la distribución geográfica puede ser útil en investigaciones corológicas.

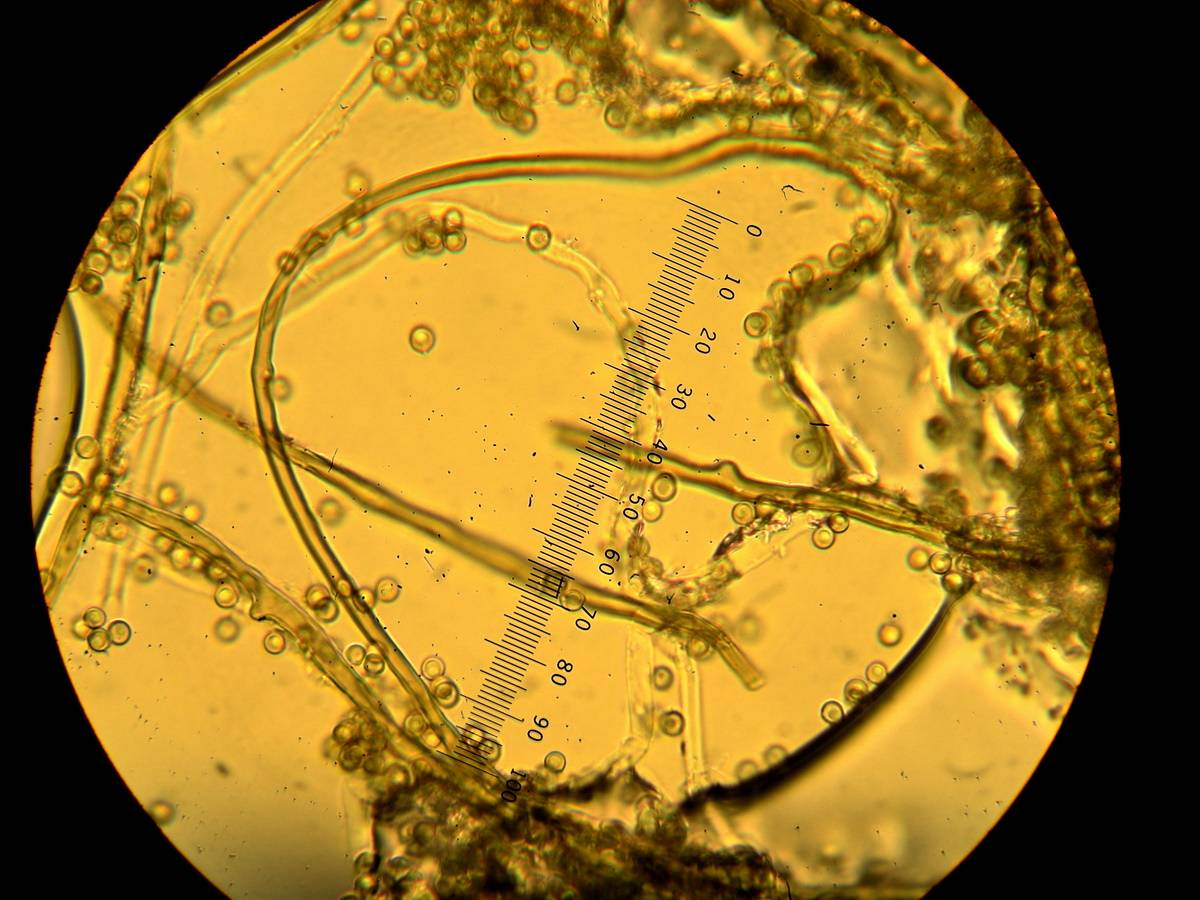
Microscopía de los capilicios y esporas.

Se considera una especie amenazada en las islas Åland de Finlandia. Un estudio de la distribución de la especie en Suecia señaló que en la década de 1940 y 1950, creció en hayedos con pastos y hierbas de hoja ancha en suelos superficiales con un pH del suelo a niveles de entre 5.0 y 6.6, pero las poblaciones han disminuido debido a la acidificación del suelo durante las últimas décadas. Se ha demostrado que los cuerpos fructificantes recolectados cerca de sitios contaminados con arsénico muestran bioacumulación de dicho elemento químico, en gran parte en forma de arsenobetaína.

## Actividad antimicrobiana
Mediante el uso de un método estándar de laboratorio de determinación de susceptibilidad antimicrobiana, en un estudio de 2005 se demostró que una serie de extractos metanólicos de cuerpos fructificantes de L. umbrinum tenían actividad antibacteriana «significativa» contra diversas bacterias patógenas humanas, incluyendo Bacillus subtilis, Escherichia coli, Salmonella typhimurium, Staphylococcus aureus, Streptococcus pyogenes y Mycobacterium smegmatis. Un estudio anterior (2000) había identificado actividad antibacteriana débil frente a Enterococcus faecium y Staphylococcus aureus. Aunque los compuestos específicos responsables de la actividad antimicrobiana no han sido identificados, el análisis químico confirma la presencia de terpenoides, una clase de compuestos químicos orgánicos bastante comunes que están siendo investigados por su uso potencial como fármacos antimicrobianos.